# Codesharing
Das Codesharing (Code-Teilung) ist ein Verfahren im Luftverkehr, bei dem sich mehrere Fluggesellschaften einen Linienflug teilen. Jede der beteiligten Gesellschaften führt diesen Flug unter einer eigenen Flugnummer, dem Code. Codesharing ist also eine spezielle Form des Interlining. Meist wird dieses Verfahren innerhalb wirtschaftlich verbundener Allianzen angewendet, wie zum Beispiel Star Alliance, Oneworld Alliance oder SkyTeam.

## Vor- und Nachteile
Codesharing ermöglicht Fluggesellschaften, Flüge anzubieten, die sie gar nicht selbst durchführen. Diese sind lediglich Kooperationspartner und werden auch Marketing Carrier genannt. Dadurch erweitert sich ihr Streckennetz bei oberflächlicher Betrachtung erheblich. Für die jeweils durchführende Fluggesellschaft, die auch als Operating Carrier bezeichnet wird, ergibt sich außerdem in der Regel eine bessere Auslastung ihrer Flüge.
Der Passagier profitiert dadurch, dass er bei seiner gewohnten Fluggesellschaft in seiner Landessprache und seiner Landeswährung buchen und bezahlen und sich bei Problemen dort beschweren kann. Manche Passagiere empfinden das Codesharing aber auch als Nachteil, da sie mit einer Fluggesellschaft befördert werden, über die sie nicht gebucht haben; insbesondere, wenn diese nicht dem gewünschten Qualitätsstandard entspricht. Teilweise ist bei der Buchung auch nicht klar ersichtlich, dass es sich um einen Codeshare-Flug handelt, weshalb die betroffenen Passagiere später davon überrascht werden. Insbesondere kann es sich dann nachteilig auswirken, wenn die Airline beispielsweise andere Gepäckbestimmungen hat oder für bestimmte Leistungen Zuschläge nimmt, die bei der ursprünglich gebuchten Gesellschaft üblicherweise schon im Preis enthalten sind. Ebenso sind Umbuchungen dadurch teilweise schwerer möglich und die richtigen Ansprechpartner manchmal nicht ganz klar.

## Durchführung und Kennzeichnung
Im Flugschein wird die Flugnummer der Gesellschaft vermerkt, die ihn ausgestellt hat. Auf der Anzeigetafel im Flughafen werden meist beide Flugnummern, eventuell rotierend, angezeigt. Aus Flugplänen lassen sich Codesharing-Flüge, die nicht von der jeweiligen Fluggesellschaft selbst durchgeführt werden, meist an der Fußnote „wird durchgeführt von“ (englisch operated by) erkennen sowie an der oft hohen, vierstelligen Flugnummer.
Mittlerweile gibt es immer weniger Codeshare-Abkommen, bei denen feste Sitzplatz-Kontingente aufgeteilt werden („Blocked Space Agreements“). Die Reservierungssysteme erlauben auch „Free Sale Agreements“, innerhalb derer beide (oder viele) Partner solange unter der eigenen Flugnummer buchen können, bis alle Plätze verkauft sind. Meist hat die den Flug betreibende Gesellschaft aber bessere Zugriffsrechte als deren Partner, was jedoch nicht unbedingt günstigere Preise bedeutet.

### Beispiele

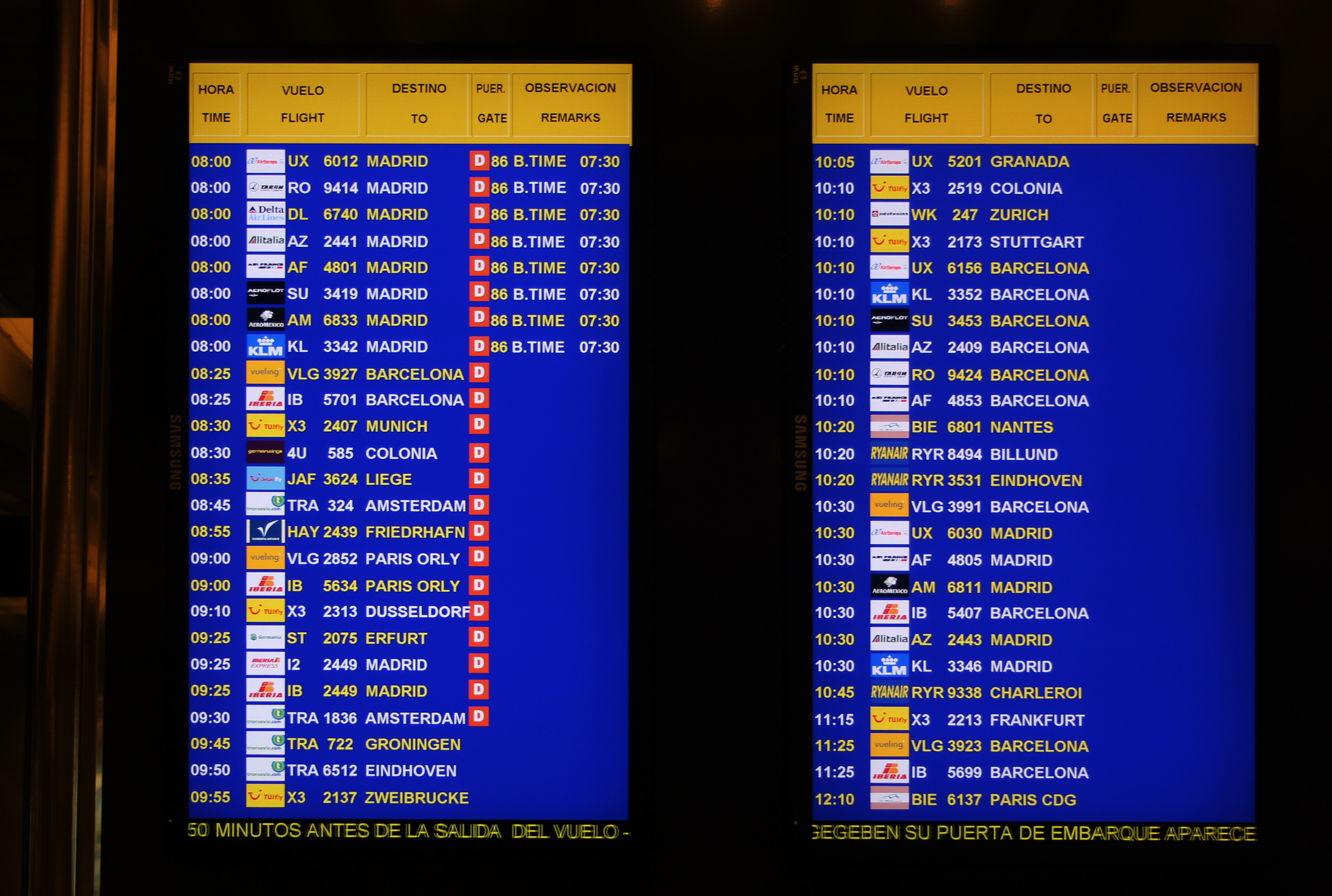
Flug UX6012 von Palma de Mallorca nach Madrid, hier im Jahr 2012 mit sieben weiteren Flugnummern

- Der Lufthansa-Flug LH404 führt von Frankfurt nach John F. Kennedy International Airport und wird von der Lufthansa durchgeführt. United Airlines führt denselben Flug unter der Flugnummer UA8843.
- Der Air-France-Flug AF1419 führt von Frankfurt nach Paris und wird von der Air France durchgeführt. Delta Air Lines führt denselben Flug unter der Flugnummer DL8357. Aeromexico führt denselben Flug unter der Flugnummer AM8019.
- Der Delta-Air-Lines-Flug DL017 führt von Paris nach New York und wird von Delta Air Lines auch durchgeführt. Air France führt denselben Flug unter der Flugnummer AF8990. AeroMexico führt denselben Flug unter der Flugnummer AM5979.

Hier findet dreifaches Codesharing statt: Air France übernimmt den Flug von Frankfurt nach Paris. Delta Air Lines übernimmt den Flug von Paris nach New York. Um gemeinsam einen Flug von Frankfurt nach New York anbieten zu können, teilen sich beide Fluggesellschaften die Plätze auf den Teilstrecken. Die AeroMexico führt hingegen keinen der beiden Flüge selber durch – sie kauft einfach nur ein Kontingent hinzu, um die Strecke anbieten zu können, ohne sie selbst fliegen zu müssen.
- Der Flug UX6012 von Palma de Mallorca nach Madrid, durchgeführt von Air Europa trägt noch neun weitere Flugnummern: AF4848, AM6833, AZ2441, DL6740, KL3342, RO9414, SU3663, SV6129, TK9389.

## Codesharing zwischen verschiedenen Verkehrsmitteln
Insbesondere in Europa ist es möglich, dass Fluggesellschaften Codesharing anbieten, wobei die Reise jedoch mit anderen Verkehrsmitteln stattfindet. Aus diesem Grund haben verschiedene Bahnhöfe eigens vergebene IATA-Codes.
Ein Economy-Class-Ticket wird in der Regel als 2.-Klasse-Ticket behandelt, ein Business-Class- oder First-Class-Ticket berechtigt hingegen zur Fahrt in der 1. Klasse. Häufig werden im Zug für die Codesharing-Nutzer eigene Sitzplatzkontingente vorgehalten.

### Deutschland
Beim AIRail-Service der Deutschen Bahn haben bestimmte ICE-Züge zwischen Stuttgart Hbf bzw. Köln Hbf und dem Fernbahnhof des Frankfurter Flughafens gleichzeitig eine Lufthansa-Flugnummer, z. B. verkehrt der ICE 670 gleichzeitig als Lufthansa-Flug LH 348. Organisatorisch wird die Zugreise als Flug behandelt, d. h. der Reisende kann ein Flugticket bereits von einem Bahnhof aus buchen und gibt sein Gepäck in Frankfurt an Schaltern der Lufthansa im Terminal T auf.

### Österreich
Seit 2014 bietet auch die Lufthansa-Tochter Austrian Airlines in Kooperation mit den ÖBB die Kombination aus Zug und Flugzeug für die Anreise zum Flughafen Wien an. Die Zugtickets werden direkt bei der Flugbuchung mitgebucht und die Zugfahrten gelten als Flugsegmente mit einer eigenen Flugnummer, wie es auch in Deutschland der Fall ist. Das Angebot gibt es aktuell für die Verbindung von den Hauptbahnhöfen Linz, Salzburg und Graz zum Flughafen Wien und retour.

### Schweiz
Das Konzept Flugzug von Swissair und SBB ersetzte ab Ende 1999 sehr kurze Zubringerflüge zwischen Basel und Zürich (Distanz 80 km) durch Zugverbindungen. Seit Mitte Oktober 2019 bietet Swiss dieses Codesharing auch auf 14 Zugverbindungen pro Tag in beiden Richtungen zwischen Lugano und Zürich an, da nach dem Wegfall durch die Insolvenz der ausführenden Adria Airways der Flugbetrieb auf dieser Strecke nicht wieder aufgenommen wurde.

### Frankreich
Seit der Einstellung der Inlandsflüge Straßburg – Paris-Charles-de-Gaulle im April 2013, respektive Straßburg – Paris-Orly im März 2016 durch die Air France besteht ein Codeshare-Abkommen mit der SNCF über mehrere TGV-Verbindungen täglich zwischen Straßburg und Paris.